# Kolana chlamys
Kolana chlamys is een vlinder uit de familie van de Lycaenidae. De wetenschappelijke naam van de soort werd als Thecla chlamys in 1907 gepubliceerd door Hamilton Herbert Druce.